# Hockey su ghiaccio al IX Festival olimpico invernale della gioventù europea
Le gare di hockey su ghiaccio al IX Festival olimpico invernale della gioventù europea si sono svolte dal 16 al 20 febbraio 2009 a Tychy, in Polonia.

## Podi
| Evento          | Oro    | Argento  | Bronzo    |
| Torneo maschile | Russia | Svizzera | Finlandia |